# Els pingüins de Madagascar (sèrie de televisió)
Els pingüins de Madagascar (títol original en anglès: The Penguins of Madagascar) és una sèrie de televisió estatunidenca animada del canal Nickelodeon, en què els personatges principals són uns pingüins que van aparèixer a la pel·lícula del 2005 Madagascar. La sèrie està doblada al català i s'emet pel canal SX3. El primer episodi en anglès, Gone in a Flash, fou emès el 29 de novembre de 2008, abans d'un episodi de Bob Esponja. Va esdevenir una sèrie regular el 28 de març del 2009. La sèrie té lloc després dels esdeveniments de Madagascar 2. Nickelodeon va encarregar 26 episodis per la primera temporada i 26 més per la segona temporada, el gener del 2009, fent-ne un total de 52. L'estrena de la sèrie va tenir 6,1 milions d'espectadors.

## Argument
Els Pingüins de Madagascar és un derivat de les pel·lícules de Madagascar, que té lloc després dels esdeveniments de la segona. La sèrie segueix les aventures de quatre pingüins: Capità (Skipper), Kowalski, Recluta (Private) i Rico, que realitzen diverses missions per protegir la seva llar al Zoo de Central Park. Els enemics dels pingüins que oposen resistència a les seves missions són un trio de lèmurs: Julien i Mort i Maurice, que creuen que Julien és el rei del zoo.
Tot i que no se sap com els pingüins i els lèmurs van arribar al zoo després de les aventures de les pel·lícules de Madagascar, a l'inici de cada capítol es veuen els pingüins obrint un contenidor amb "Madagascar" escrit que conté els tres lèmurs. És possible que la tercera pel·lícula de Madagascar reveli més detalls, ja que el Director General de DreamWorks Jeffrey Katzenberg ha dit que "hi haurà com a mínim una continuació. Volem veure els personatges tornar a Nova York."

## Personatges
Els personatges principals d'Els Pingüins de Madagascar són els quatre pingüins, els ximpanzés i els tres lèmurs. Marlene és una llúdria femella que apareix per primer cop a la sèrie, juntament amb Alice, una vigilant de zoo.

### Pingüins
- El Capità (en anglès, Skipper, amb veu de Tom McGrath; en català, doblat per Eduard Doncos[1]) és el líder dels pingüins, que fa les tàctiques i dona les ordres. Tot i que normalment és fred i calculador, li fan por en secret les xeringues. A més, li agrada beure cafè de peix. De vegades, el Capità porta una tassa de cafè amb un peix a dins. El seu perfil pot recordar el d'un militar conservador, com es veu, per exemple, en les seves constants crítiques a hippies.
- El Recluta (en anglès, Private, amb veu de James Patrick Stuart; en català, doblat per Xavier Casan[1]) és emocionalment el novell del grup, i té un do especial per trencar codis. Tot i que té menys experiència que els altres pingüins, és el que més toca de peus a terra.
- En Kowalski (en anglès, amb veu de Jeff Bennett; en català, doblat per Ramon Canals[1]) és l'estrateg i l'inventor del grup. És molt intel·ligent, però acostuma a sobre-analitzar les situacions.
- En Rico (en anglès, amb veu de John DiMaggio; en català, doblat per Toni Forteza[1]) és l'especialista en armes i explosius del grup, que principalment es comunica mitjançant grunyits i crits. En Rico s'empassa eines útils, com dinamita, i les vomita quan són necessàries. Té una cicatriu a la galta esquerra, i està enamorat d'una nina Barbie. La seva personalitat és psicòpata.

En alguns episodis se sobreentén que anteriorment hi havia hagut dos altres pinguïns, Manfredi i Johnson, en lloc del Recluta. De vegades, els tres membres adults del grup recorden tràgicament la seva mort en activitats de risc variades. Més tard, però, en el capítol The Penguin who loved me ("El Pingüí que em va estimar") apareixen per primer cop durant uns segons, en un aspecte molt deplorable a causa dels perills a què han estat exposats, però tanmateix vius, deixant clar d'aquesta manera que, tot i la creença de Kowalski, Capità i Rico, en realitat no eren morts.

### Lèmurs
- El Rei Julien (en anglès, amb veu de Danny Jacobs; en català, doblat per Ramon Hernández[1]) és un lèmur de cua anellada i l'autoproclamat rei dels lèmurs.[6] El Julien és un personatge arrogant que té poca estimació pels seus "súbdits", Maurice i Mort. Té tendència a utilitzar malapropismes i a no entendre correctament sentits figurats.
- Maurice (en anglès, amb veu de Kevin Michael Richardson; en català, doblat per Domènech Farell[1]) és un ai-ai i un dels súbdits de Julien. Tot i que accepta ser servent seu, de vegades no està d'acord amb les idees esbojarrades de Julien.
- Mort (en anglès, amb veu d'Andy Richter; en català i en castellà, doblat per Aleix Estadella[1]) és un lèmur rata propens als accidents. Al contrari que Maurice, Mort és un devot fidel de Julien, i fins i tot té una obsessió amb els peus del lèmur. Tanmateix, Julien el tracta amb menyspreu.

### Personatges secundaris
- Marlene (en anglès, amb veu de Nicole Sullivan; en català, doblada per Marta Barbarà[1]) és una llúdria femella que va ser portada al zoo de Central Park des d'un aquari de Califòrnia.[7] És amiga del Capità i de vegades va amb ell a les missions, però sovint té un paper neutral que no es decanta ni pels pingüins ni pels lèmurs.[8] És el personatge secundari que més apareix a la sèrie.
- Mason (en anglès, amb veu de Conrad Vernon; en català, doblat per Miquel Bonet) i Phil són dos ximpanzés intel·ligents. Mason pot parlar però no sap llegir; en canvi, Phil és mut però sap llegir. Phil es comunica mitjançant llenguatge de signes, i Mason l'entén.
- Alice (en anglès, amb veu de Mary Scheer; en català, doblada per Roser Aldabó[1]) és una vigilant de zoo esquerpa.
- El Rei de les Rates (en anglès, amb veu de Diedrich Bader) és una rata de laboratori modificada genèticament que viu a la claveguera. És l'antagonista dels pingüins.
- Roger (en anglès, amb veu de Richard Kind; en català, doblat per Josep Maria Mas[1]) és un al·ligàtor amic dels pingüins que viu a la claveguera. El van conèixer a l'episodi "L'hàbitat encantat" quan el Capità i Marlene van a investigar a la claveguera sota l'hàbitat de Marlene perquè sentia un soroll estrany. És de Florida. Torna a aparèixer a l'episodi "Intercanvi de papers"[9] (Roger Dodger) quan les rates de la claveguera el terroritzen.
- Max (en anglès, amb veu de Wayne Knight; en català, doblat per Norbert Ibero[1]) és un gat de carrer amic dels pingüins. Els coneix per primer cop a una teulada d'un edifici a prop del zoo, tot i que els pingüins es pensaven que era la Lluna, i l'identifiquen com un "gat lunar". Max és escanyolit i somia en caçar un ocell algun dia, i intenta menjar-se els pingüins, encara que no ho fa perquè li donen una llauna de peix i es converteix en el seu amic.
- Agent X és un home de control d'animals que pretén capturar en Max. Més tard és cuidador substitut de l'Alice al zoo i encara més tard el despatxen de control d'animals i s'apunta a un curs d'exterminador que es demostra al capítol "Escarabats al poder".